# Kasmir

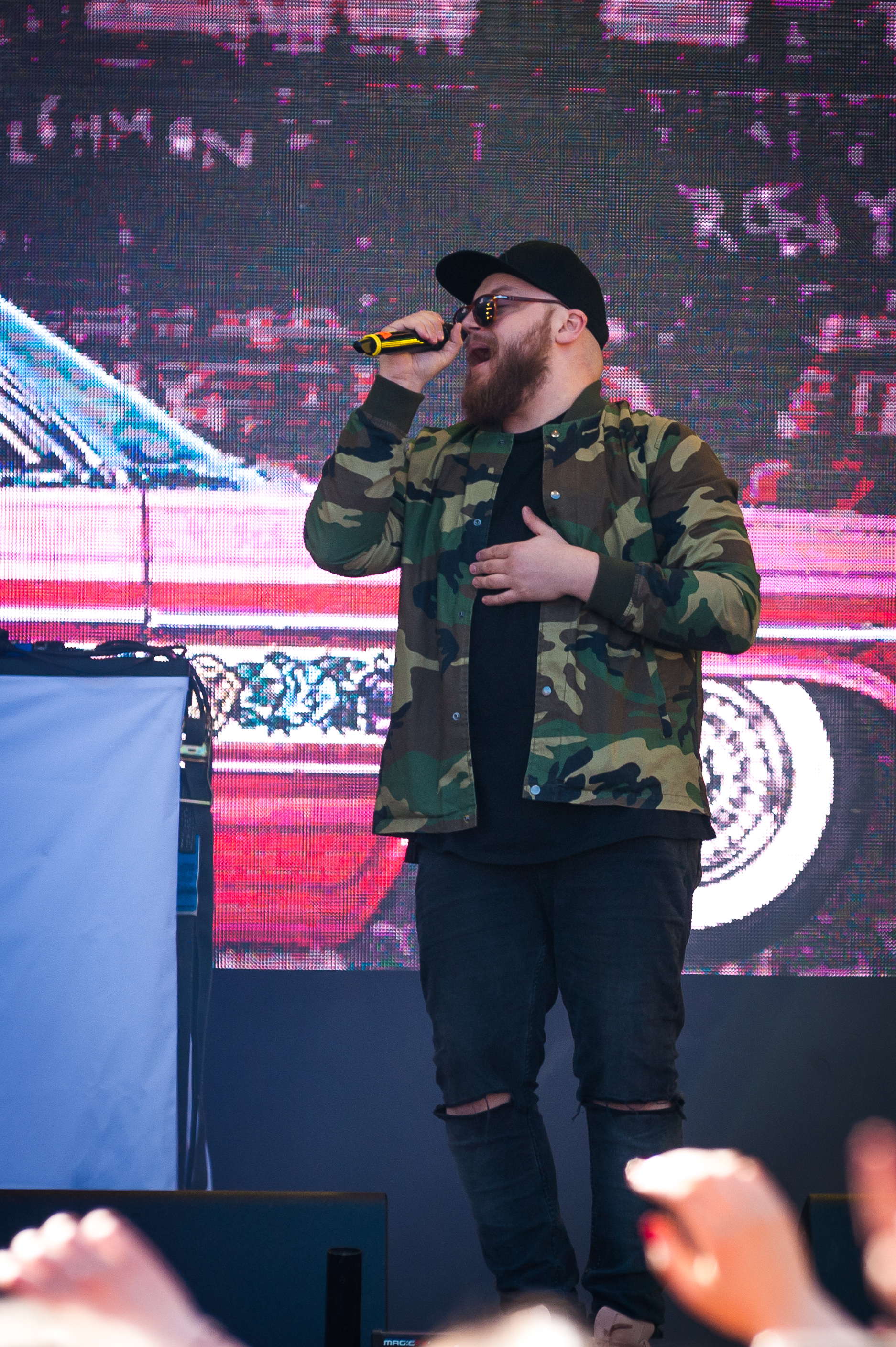
Kasmir bei YleXPop 2017

Thomas Antero Kirjonen (* 27. März 1985 in Espoo) alias Kasmir ist ein finnischer Popsänger und Songwriter. Er wurde 2014 bekannt mit seinem Nummer-eins-Hit Vadelmavene und war danach bis zum Ende der 2020er Jahre mit weiteren Songs und Alben erfolgreich.

## Biografie
Thomas Kirjonen begann seine musikalische Karriere in der Band Collarbone, die als Schülerband entstand. Von 2000 bis 2010 war er Sänger und Songwriter der fünfköpfigen Rockgruppe und veröffentlichte mit ihr zwei Alben. Es folgte ein Intervall bei der Pop-Rock-Band 15 Minutes Before the Dive. Doch schon nach kurzer Zeit hatte er vom Banddasein endgültig genug und stieg auch da aus. Bereits 2010 hatte er einen Kurs in Songwriting an der Sibelius-Akademie, der einzigen finnischen Musikhochschule, belegt und blieb danach als Liedschreiber für andere Interpreten tätig. Sein größter Erfolg war dabei seine Beteiligung am Top-10-Hit Spaceman des Rappers Aste im Jahr 2013.
Bei einer Aufnahmesession mit den HeavyWeight DJs beteiligte er sich am Song Fireworks und fand generell Gefallen am Elektropop. Er ging mit den DJs auf Tour und beschloss danach, wieder selbst auf die Bühne zu gehen, diesmal solo und im Gegensatz zu seiner Bandzeit mit Popmusik und mit finnischen Texten. 2014 entstand sein erster Song Vadelmavene (übersetzt etwa „Himbeerschiffchen“, eine Geleebonbonsorte). Er wurde sofort ein großer Hit, erreichte Platz 1 der Charts und innerhalb kurzer Zeit 2 Millionen Abrufe bei YouTube. Es folgte das Album AMK Dropout und der Song Wowwowwow, beide mit Top-5-Platzierungen. Zusammen mit der Sängerin Saara hatte er mit Vauvoja im Jahr darauf einen Nummer-2-Hit.
Es folgte eine längere Pause, bevor er 2018 mit dem Album Valmis zurückkehrte. Diesmal fehlten die großen Singlehits, dafür stand er mit dem Album auf Platz 1. Anschließend nahm er an der 8. Staffel von Vain elämää teil, der finnischen Version von Sing meinen Song. Bereits ein Jahr später folgte mit Jälki sein drittes Top-10-Album, allerdings ganz ohne Singleerfolge. Mit Lumpeet folgte 2020 eine EP, danach gab es nur noch einzelne Singleveröffentlichungen.

## Diskografie

### Alben
| Jahr | Titel       | Höchstplatzierung, Gesamtwochen, AuszeichnungChartsChartplatzierungen (Jahr, Titel, Platzierungen, Wochen, Auszeichnungen, Anmerkungen) | Anmerkungen |
| Jahr | Titel       | FI | Anmerkungen |
| ---- | ----------- | --- | ----------- |
| 2014 | AMK Dropout | FI5 (31 Wo.)FI |             |
| 2018 | Valmis      | FI1 (23 Wo.)FI |             |
| 2019 | Jälki       | FI7 (6 Wo.)FI |             |

EPs
- Lumpeet (2020)

### Singles
| Jahr | Titel Interpreten                                  | Höchstplatzierung, Gesamtwochen, AuszeichnungChartsChartplatzierungen (Jahr, Titel, Interpreten, Platzierungen, Wochen, Auszeichnungen, Anmerkungen) | Anmerkungen |
| Jahr | Titel Interpreten                                  | FI | Anmerkungen |
| ---- | -------------------------------------------------- | --- | ----------- |
| 2014 | Vadelmavene                                        | FI1 (18 Wo.)FI |             |
| 2014 | Wowwowwow                                          | FI4 (7 Wo.)FI |             |
| 2014 | Iholla                                             | FI17 (3 Wo.)FI |             |
| 2015 | Vauvoja Kasmir featuring Saara                     | FI2 (13 Wo.)FI |             |
| 2015 | Milloin nään sut uudestaan? Robin featuring Kasmir | FI4 (2 Wo.)FI |             |
| 2015 | Makee ja selkee Cheek featuring Kasmir             | FI12 (1 Wo.)FI |             |
| 2016 | Amen                                               | FI7 (3 Wo.)FI |             |
| 2018 | Tulla ja mennä                                     | FI15 (3 Wo.)FI |             |
| 2018 | Valoo                                              | FI13 (3 Wo.)FI |             |

Weitere Lieder
- Linnuton puu (featuring Anna Puu, 2015)
- Moshaamaan (2016)
- Nutellaa ja jutellaa (2016)
- Huonoo seuraa (2017)
- Kaija (2017)
- Valoo (2019)
- Aamu (2019)
- Halleluja (2021)